# Formule 1 in 2025

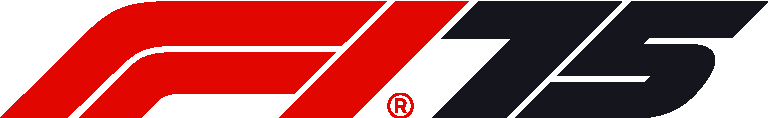
Logo - Formule 1 75 jaar

Het Formule 1-seizoen 2025 is het 76ste Formule 1-seizoen. De "Formule 1", officieel het "FIA Formula One World Championship", is de hoogste klasse in de autosport zoals is bepaald door de Fédération Internationale de l'Automobile (FIA). Het kampioenschap zal gaan over vierentwintig Grands Prix die verreden worden van maart tot en met december.
Het seizoen 2025 is gepland als het laatste jaar waarin de hybride motor wordt gebruikt die in 2014 in gebruik werd genomen ook zal het laatste jaar zijn dat Renault motoren worden gebruikt. Dit zal ook het laatste jaar zijn van de generatie auto's die in 2022 werd geïntroduceerd en het laatste jaar van het drag reduction system (DRS) dat in 2011 werd geïntroduceerd als hulpmiddel bij het inhalen, vanaf 2026 worden namelijk wagens geïntroduceerd met actieve aerodynamica en beweegbare vleugels.

## Algemeen

### Technisch reglement
De derde versie van het technisch reglement voor het seizoen 2025 werd gepubliceerd op 7 april 2025.

#### Gewicht
Het toegestane minimumgewicht voor de bestuurder wordt verhoogd van 80 kilogram naar 82 kilogram. Als gevolg hiervan zal het totale minimumgewicht van de auto zonder brandstof toenemen van 798 kilogram tot 800 kilogram.

#### Koelsysteem voor de coureur
Voor 2025 wordt een koelsysteem voor de coureur geïntroduceerd. Het systeem wordt alleen verplicht gesteld door de FIA in extreme hitte omstandigheden, waarbij het minimumgewicht van de auto's dienovereenkomstig wordt verhoogd. Dit moet een herhaling van de oververhitting van de coureurs tijdens de Grand Prix van Qatar in 2023 voorkomen. Wanneer de FIA een temperatuur van meer dan 30,5°C voorspelt, wordt er een "gevaar door hitte" uitgeroepen. Dan moeten de teams de coureurs uitrusten met hun koelsystemen en wordt het minimumgewicht met 5 kilogram verhoogd om de uitrusting te compenseren.

#### DRS vleugelopening
De sleufopeningen voor de achtervleugel, waar het Drag reduction system(DRS) zich bevindt, worden gewijzigd. De minimale opening wordt verkleind van 10-15 millimeter naar 9,4-13 millimeter; de bovengrens blijft 85 millimeter met DRS open. De FIA zal ook de regels voor de DRS-modi aanscherpen, door te stellen dat er slechts twee posities mogen zijn (open of dicht) en dat bij het beëindigen van de DRS toepassing de vleugel precies moet terugkeren naar de beginstand.

In aanloop naar de Grand Prix van Japan heeft de FIA aangekondigd de technische richtlijnen rondom flexibele achtervleugels verder aan te scherpen. Teams zullen strenger gecontroleerd worden op achtervleugels die bij hoge snelheden doorbuigen (om zo een hogere topsnelheid te genereren). Deze aanpassing van de regels wordt gezien als een reactie op ontwikkelingen bij onder meer Red Bull en McLaren in het voorgaande seizoen. Met de nieuwe regels wil de FIA duidelijkheid scheppen over wat wel en niet toelaatbaar is binnen het reglement.

#### Voorvleugels
Vanaf de Grand Prix van Spanje worden de regels voor de voorvleugels verder aangescherpt. De vleugels moeten sterker zijn en mogen minder doorbuigen.

#### Versnellingsbak
Afschaffing van de beperking van het aantal versnellingsbakken dat teams mogen gebruiken, omdat de betrouwbaarheid van de huidige ontwerpen deze beperking overbodig maakt.

### Sportief reglement
De vijfde versie van het sportief reglement werd gepubliceerd op 30 april 2025.

#### Vereisten vrije training coureurs
De vereiste om een jonge coureur op te stellen tijdens de vrije training wordt verhoogd van één keer per seizoen per auto naar twee keer per seizoen per auto.

#### Startopstelling
Onder artikel 42 van het sportief reglement staat dat indien er geen kwalificatie of sprintkwalifcatie gereden kan worden de startopstelling voor de sprint of de race wordt bepaald door de stand in het kampioenschap.

#### Snelste ronde
Het extra punt voor de snelst gereden ronde in de race (mits geëindigd in de top tien en indien er minimaal 50% wedstrijdafstand is afgelegd door de leider van de race) is geschrapt uit het sportief reglement.

#### Sprint
De sprint zal dit seizoen net als in 2024 bij zes Grands Prix (China, Miami, België, Verenigde Staten, São Paulo en Qatar) worden verreden.

#### Regulering van openbare opmerkingen
Het commentaar van coureurs wordt strenger gereguleerd en bestraft.  De straffen voor "wangedrag van coureurs" hebben betrekking op "taalgebruik (inclusief vloeken), gebaren en/of tekens die beledigend, kwetsend, grof of onbeleefd zijn en redelijkerwijs verwacht kan worden of opgevat kan worden als grof of onbeleefd of als aanstootgevend, vernederend of ongepast”, evenals mishandeling en ‘aanzetten tot een van bovenstaande handelingen’. Een eerste overtreding wordt bestraft met een boete van €40.000, een tweede overtreding (binnen twee jaar na de eerste overtreding) met een boete van €80.000 en een voorwaardelijke schorsing en een derde overtreding (binnen twee jaar na de eerste overtreding) met een boete van €120.000, een maand schorsing en puntenaftrek. Dezelfde strafmaat is van toepassing op elke "morele schade of verlies" aan de "FIA, haar organen, haar leden of haar leidinggevenden" of haar waarden. Het doen van "politieke, religieuze en persoonlijke uitspraken of commentaren" die in strijd zijn met de neutraliteit van de FIA zal ook onderworpen worden aan dezelfde straffen, met het bijkomende voorbehoud dat coureurs verplicht zullen worden om hun excuses aan te bieden en hun uitspraken in te trekken.

#### Verplichte pitstops bij Grand Prix van Monaco
Om de Grand Prix van Monaco spannender te maken, zal het aantal verplichte pitstops voor dit evenement worden verhoogd. Tijdens de Grand Prix zijn de rijders verplicht om tweemaal te stoppen voor een bandenwissel, zowel onder natte als droge omstandigheden. Het gebruik van ten minste drie sets banden wordt verplicht gesteld in de race, met een minimum van twee verschillende bandencompounds als het een droge race is.

### Financieel reglement
De laatste bijgewerkte versie van het financiële reglement werd gepubliceerd op 30 april 2025. De laatste bijgewerkte versie van het financiële motorreglement werd gepubliceerd op 10 juni 2025.

## Kalender

Landen die in 2025 een Grand Prix organiseren zijn getoond in het groen, voormalige organiserende landen zijn getoond in het donkergrijs.

Op 12 april 2024 werd de kalender officieel bekendgemaakt. Dezelfde vierentwintig Grands Prix als in 2024 staan op de kalender.
| GP nr. | Ronde | Grand Prix                 | Circuit                                      | Plaats                  | Datum        |
| ------ | ----- | -------------------------- | -------------------------------------------- | ----------------------- | ------------ |
| 1126   | 1     | GP van Australië           | Albert Park Circuit                          | Melbourne               | 16 maart     |
| 1127   | 2     | GP van China               | Shanghai International Circuit               | Shanghai                | 23 maart     |
| 1128   | 3     | GP van Japan               | Suzuka International Racing Course           | Suzuka                  | 6 april      |
| 1129   | 4     | GP van Bahrein             | Bahrain International Circuit                | Sakhir                  | 13 april     |
| 1130   | 5     | GP van Saoedi-Arabië       | Jeddah Corniche Circuit                      | Jeddah                  | 20 april     |
| 1131   | 6     | GP van Miami               | Miami International Autodrome                | Miami Gardens (Florida) | 4 mei        |
| 1132   | 7     | GP van Emilia-Romagna      | Autodromo Internazionale Enzo e Dino Ferrari | Imola                   | 18 mei       |
| 1133   | 8     | GP van Monaco              | Circuit de Monaco                            | Monaco                  | 25 mei       |
| 1134   | 9     | GP van Spanje              | Circuit de Barcelona-Catalunya               | Montmeló                | 1 juni       |
| 1135   | 10    | GP van Canada              | Circuit Gilles Villeneuve                    | Montréal (Québec)       | 15 juni      |
| 1136   | 11    | GP van Oostenrijk          | Red Bull Ring                                | Spielberg               | 29 juni      |
| 1137   | 12    | GP van Groot-Brittannië    | Silverstone Circuit                          | Silverstone             | 6 juli       |
| 1138   | 13    | GP van België              | Circuit de Spa-Francorchamps                 | Stavelot                | 27 juli      |
| 1139   | 14    | GP van Hongarije           | Hungaroring                                  | Mogyoród                | 3 augustus   |
| 1140   | 15    | GP van Nederland           | Circuit Zandvoort                            | Zandvoort               | 31 augustus  |
| 1141   | 16    | GP van Italië              | Autodromo Nazionale di Monza                 | Monza                   | 7 september  |
| 1142   | 17    | GP van Azerbeidzjan        | Baku City Circuit                            | Bakoe                   | 21 september |
| 1143   | 18    | GP van Singapore           | Marina Bay Street Circuit                    | Singapore               | 5 oktober    |
| 1144   | 19    | GP van de Verenigde Staten | Circuit of The Americas                      | Austin (Texas)          | 19 oktober   |
| 1145   | 20    | GP van Mexico-Stad         | Autódromo Hermanos Rodríguez                 | Mexico-Stad             | 26 oktober   |
| 1146   | 21    | GP van São Paulo           | Autódromo José Carlos Pace                   | São Paulo               | 9 november   |
| 1147   | 22    | GP van Las Vegas           | Las Vegas Street Circuit                     | Las Vegas (Nevada)      | 22 november  |
| 1148   | 23    | GP van Qatar               | Losail International Circuit                 | Lusail                  | 30 november  |
| 1149   | 24    | GP van Abu Dhabi           | Yas Marina Circuit                           | Yas                     | 7 december   |

### Kalenderwijzigingen in 2025
- De Grand Prix van Australië is voor het eerst sinds 2019 weer de eerste race van het seizoen.
- De Grand Prix van China en de Grand Prix van Japan verwisselden van plaats op de kalender.
- De Grand Prix van Bahrein werd verplaatst van maart naar april vanwege de ramadan.
- De Grand Prix van Saoedi-Arabië werd verplaatst van maart naar april vanwege de ramadan.
- De Grand Prix van Spanje en de Grand Prix van Canada verwisselden van plaats op de kalender.
- De Grand Prix van België en de Grand Prix van Hongarije verwisselden van plaats op de kalender.
- De Grand Prix van Rusland had een Formule 1-contract voor 2025.[18] Het was de bedoeling dat de Grand Prix gereden zou worden op het Igora Drive circuit gelegen bij de plaats Novozhilovo.[19] Vanwege de Russische invasie van Oekraïne werd het contract echter op 3 maart 2022 opgezegd.[20]

### Testsessie
Voor het seizoen werd er één wintertestsessie gehouden van 26 tot en met 28 februari 2025 op het Bahrain International Circuit in Sakhir, Bahrein.

### Autopresentaties
Op 12 november 2024 werd bekendgemaakt dat de autopresentaties van alle tien Formule 1-teams tijdens een gezamelijk evenement in de O2 Arena in Londen zal plaatsvinden. In voorgaande jaren presenteerden de teams hun nieuwe wagens zelf en op verschillende data. Op 18 februari 2025 vond het evenement plaats en was er helaas boe-geroep te horen voor Christian Horner en het team van Red Bull terwijl het team van Ferrari (vanwege coureur Hamilton) werd toegejuicht.

## Ingeschreven teams en coureurs
De volgende teams en coureurs nemen deel aan het FIA Wereldkampioenschap F1 in 2025 (de inschrijving werd op 1 november 2024 gesloten). Alle teams rijden met banden van Pirelli. Elk team moet minstens twee rijders inschrijven: een voor elk van de twee verplichte wagens. Gedurende het seizoen mogen er per team maximaal vier verschillende coureurs aan wedstrijden deelnemen. Sinds dit seizoen moeten alle vaste Formule 1-coureurs, mits ze zelf geen rookie zijn, tweemaal per jaar een vrije training afstaan aan een jong talent. 
| Inschrijving                       | Constructeur                 | Chassis  | Motor                                      | Nr. | Coureur           | Ronde | Nr. | Coureur vrije training | Ronde  |
| ---------------------------------- | ---------------------------- | -------- | ------------------------------------------ | --- | ----------------- | ----- | --- | ---------------------- | ------ |
| BWT Alpine F1 Team                 | Alpine-Renault               | A525     | Renault E-Tech RE25                        | 7   | Jack Doohan       | 1–6   | 62  | Ryō Hirakawa           | 3      |
| BWT Alpine F1 Team                 | Alpine-Renault               | A525     | Renault E-Tech RE25                        | 43  | Franco Colapinto  | 7–14  |     |                        |        |
| BWT Alpine F1 Team                 | Alpine-Renault               | A525     | Renault E-Tech RE25                        | 10  | Pierre Gasly      | 1–14  |     |                        |        |
| Aston Martin Aramco F1 Team        | Aston Martin Aramco-Mercedes | AMR25    | Mercedes-AMG F1 M16 E Performance          | 14  | Fernando Alonso   | 1–14  | 34  | Felipe Drugovich       | 4, 14  |
| Aston Martin Aramco F1 Team        | Aston Martin Aramco-Mercedes | AMR25    | Mercedes-AMG F1 M16 E Performance          | 18  | Lance Stroll      | 1–14  |     |                        |        |
| Scuderia Ferrari HP                | Ferrari                      | SF-25    | Ferrari 066/15                             | 16  | Charles Leclerc   | 1–14  | 38  | Dino Beganovic         | 4, 11  |
| Scuderia Ferrari HP                | Ferrari                      | SF-25    | Ferrari 066/15                             | 44  | Lewis Hamilton    | 1–14  |     |                        |        |
| MoneyGram Haas F1 Team             | Haas-Ferrari                 | VF-25    | Ferrari 066/15                             | 31  | Esteban Ocon      | 1–14  | 50  | Ryō Hirakawa           | 9      |
| MoneyGram Haas F1 Team             | Haas-Ferrari                 | VF-25    | Ferrari 066/15                             | 87  | Oliver Bearman    | 1–14  | 50  | Ryō Hirakawa           | 4      |
| Stake F1 Team Kick Sauber          | Kick Sauber-Ferrari          | C45      | Ferrari 066/15                             | 5   | Gabriel Bortoleto | 1–14  |     |                        |        |
| Stake F1 Team Kick Sauber          | Kick Sauber-Ferrari          | C45      | Ferrari 066/15                             | 27  | Nico Hülkenberg   | 1–14  | 97  | Paul Aron              | 12, 14 |
| McLaren Formula 1 Team             | McLaren-Mercedes             | MCL39    | Mercedes-AMG F1 M16 E Performance          | 4   | Lando Norris      | 1–14  | 89  | Alex Dunne             | 11     |
| McLaren Formula 1 Team             | McLaren-Mercedes             | MCL39    | Mercedes-AMG F1 M16 E Performance          | 81  | Oscar Piastri     | 1–14  |     |                        |        |
| Mercedes-AMG PETRONAS F1 Team      | Mercedes                     | F1 W16   | Mercedes-AMG F1 M16 TurboMax E Performance | 12  | Kimi Antonelli    | 1–14  |     |                        |        |
| Mercedes-AMG PETRONAS F1 Team      | Mercedes                     | F1 W16   | Mercedes-AMG F1 M16 TurboMax E Performance | 63  | George Russell    | 1–14  | 72  | Frederik Vesti         | 4      |
| Visa Cash App Racing Bulls F1 Team | Racing Bulls-Honda RBPT      | VCARB 02 | Honda RBPTH003                             | 6   | Isack Hadjar      | 1–14  |     |                        |        |
| Visa Cash App Racing Bulls F1 Team | Racing Bulls-Honda RBPT      | VCARB 02 | Honda RBPTH003                             | 22  | Yuki Tsunoda      | 1–2   |     |                        |        |
| Visa Cash App Racing Bulls F1 Team | Racing Bulls-Honda RBPT      | VCARB 02 | Honda RBPTH003                             | 30  | Liam Lawson       | 3–14  |     |                        |        |
| Oracle Red Bull Racing             | Red Bull Racing-Honda RBPT   | RB21     | Honda RBPTH003                             | 1   | Max Verstappen    | 1–14  | 37  | Ayumu Iwasa            | 4      |
| Oracle Red Bull Racing             | Red Bull Racing-Honda RBPT   | RB21     | Honda RBPTH003                             | 30  | Liam Lawson       | 1–2   |     |                        |        |
| Oracle Red Bull Racing             | Red Bull Racing-Honda RBPT   | RB21     | Honda RBPTH003                             | 22  | Yuki Tsunoda      | 3–14  | 36  | Arvid Lindblad         | 12     |
| Atlassian Williams Racing          | Williams-Mercedes            | FW47     | Mercedes-AMG F1 M16 E Performance          | 23  | Alexander Albon   | 1–14  | 45  | Victor Martins         | 9      |
| Atlassian Williams Racing          | Williams-Mercedes            | FW47     | Mercedes-AMG F1 M16 E Performance          | 55  | Carlos Sainz jr.  | 1–14  | 46  | Luke Browning          | 4      |
| Bron: FIA                          |                              |          |                                            |     |                   |       |     |                        |        |

### Veranderingen bij de teams in 2025
RB zal het gebruik van de afkorting stopzetten en in plaats daarvan meedoen als Racing Bulls, waardoor hun inschrijvingsnaam en constructeursnaam veranderd is ten opzichte van 2024.

### Veranderingen bij de coureurs in 2025

#### Van team / functie veranderd
- Lewis Hamilton: Mercedes → Ferrari
- Carlos Sainz jr.: Ferrari → Williams
- Esteban Ocon: Alpine → Haas
- Nico Hülkenberg: Haas → Kick Sauber
- Liam Lawson: Racing Bulls  → Red Bull
- Valtteri Bottas: Kick Sauber → Mercedes (reservecoureur)
- Franco Colapinto: Williams → Alpine (reservecoureur)[78]
- Zhou Guanyu: Kick Sauber → Ferrari (reservecoureur)[79]

#### Nieuw / teruggekeerd in de Formule 1
- Oliver Bearman: Formule 2 (Prema Powerteam) → Haas
- Jack Doohan: Alpine (reservecoureur) → Alpine
- Kimi Antonelli: Formule 2 (Prema Powerteam) → Mercedes
- Gabriel Bortoleto: Formule 2 (Virtuosi Racing) → Kick Sauber
- Isack Hadjar:  Formule 2 (Campos) → Racing Bulls

#### Uit de Formule 1
- Kevin Magnussen: Haas → BMW M Motorsport (fabriekscoureur)[80]
- Sergio Pérez: Red Bull → geen contract
- Daniel Ricciardo: Racing Bulls  →  geen contract
- Logan Sargeant: Williams →  geen contract

#### Tijdens het seizoen
- Na de tegenvallende resultaten van Liam Lawson tijdens de eerste twee Grand Prix-weekeindes werd op 27 maart bekendgemaakt dat Yuki Tsunoda bij Red Bull gaat rijden en dat Lawson terugkeert naar Racing Bulls.[81]
- Op 7 mei werd bekendgemaakt dat Jack Doohan vanaf de GP van Emilia-Romagna voor tenminste vijf races vervangen zal worden door Franco Colapinto bij het team van Alpine.[29]

## Resultaten en klassement

### Grands Prix
| Ronde | Grand Prix                         | Poleposition    | Snelste ronde   | Winnende coureur | Winnende constructeur      | Verslag | WK-leider | Tweede | Voorsprong |
| ----- | ---------------------------------- | --------------- | --------------- | ---------------- | -------------------------- | ------- | --------- | ------ | ---------- |
| 1     | GP van Australië                   | Lando Norris    | Lando Norris    | Lando Norris     | McLaren-Mercedes           | Verslag | NOR       | VER    | 7          |
| 2     | GP van China +Sprint *1            | Oscar Piastri   | Lando Norris *2 | Oscar Piastri    | McLaren-Mercedes           | Verslag | NOR       | VER    | 8          |
| 3     | GP van Japan                       | Max Verstappen  | Kimi Antonelli  | Max Verstappen   | Red Bull Racing-Honda RBPT | Verslag | NOR       | VER    | 1          |
| 4     | GP van Bahrein                     | Oscar Piastri   | Oscar Piastri   | Oscar Piastri    | McLaren-Mercedes           | Verslag | NOR       | PIA    | 3          |
| 5     | GP van Saoedi-Arabië               | Max Verstappen  | Lando Norris    | Oscar Piastri    | McLaren-Mercedes           | Verslag | PIA       | NOR    | 10         |
| 6     | GP van Miami +Sprint *3            | Max Verstappen  | Lando Norris    | Oscar Piastri    | McLaren-Mercedes           | Verslag | PIA       | NOR    | 16         |
| 7     | GP van Emilia-Romagna              | Oscar Piastri   | Max Verstappen  | Max Verstappen   | Red Bull Racing-Honda RBPT | Verslag | PIA       | NOR    | 13         |
| 8     | GP van Monaco                      | Lando Norris    | Lando Norris    | Lando Norris     | McLaren-Mercedes           | Verslag | PIA       | NOR    | 3          |
| 9     | GP van Spanje                      | Oscar Piastri   | Oscar Piastri   | Oscar Piastri    | McLaren-Mercedes           | Verslag | PIA       | NOR    | 10         |
| 10    | GP van Canada                      | George Russell  | George Russell  | George Russell   | Mercedes                   | Verslag | PIA       | NOR    | 22         |
| 11    | GP van Oostenrijk                  | Lando Norris    | Oscar Piastri   | Lando Norris     | McLaren-Mercedes           | Verslag | PIA       | NOR    | 15         |
| 12    | GP van Groot-Brittannië            | Max Verstappen  | Oscar Piastri   | Lando Norris     | McLaren-Mercedes           | Verslag | PIA       | NOR    | 8          |
| 13    | GP van België +Sprint *4           | Lando Norris    | Kimi Antonelli  | Oscar Piastri    | McLaren-Mercedes           | Verslag | PIA       | NOR    | 16         |
| 14    | GP van Hongarije                   | Charles Leclerc | George Russell  | Lando Norris     | McLaren-Mercedes           | Verslag | PIA       | NOR    | 9          |
| 15    | GP van Nederland                   |                 |                 |                  |                            | Verslag |           |        |            |
| 16    | GP van Italië                      |                 |                 |                  |                            | Verslag |           |        |            |
| 17    | GP van Azerbeidzjan                |                 |                 |                  |                            | Verslag |           |        |            |
| 18    | GP van Singapore                   |                 |                 |                  |                            | Verslag |           |        |            |
| 19    | GP van de Verenigde Staten +Sprint |                 |                 |                  |                            | Verslag |           |        |            |
| 20    | GP van Mexico-Stad                 |                 |                 |                  |                            | Verslag |           |        |            |
| 21    | GP van São Paulo +Sprint           |                 |                 |                  |                            | Verslag |           |        |            |
| 22    | GP van Las Vegas                   |                 |                 |                  |                            | Verslag |           |        |            |
| 23    | GP van Qatar +Sprint               |                 |                 |                  |                            | Verslag |           |        |            |
| 24    | GP van Abu Dhabi                   |                 |                 |                  |                            | Verslag |           |        |            |

*1 Lewis Hamilton won de Sprint van de Grand Prix van China.

*2 Lewis Hamilton reed de snelste ronde in China maar werd gediskwalificeerd, Lando Norris kreeg de snelste ronde daarom op zijn naam bijgeschreven.

*3 Lando Norris won de Sprint van de Grand Prix van Miami.

*4 Max Verstappen won de Sprint van de Grand Prix van België.

### Puntentelling
Punten worden toegekend aan de top tien geklasseerde coureurs.
Tevens worden punten toegekend aan de top acht geklasseerde coureurs van de sprint.
| Positie    | 01e0 | 02e0 | 03e0 | 04e0 | 05e0 | 06e0 | 07e0 | 08e0 | 09e0 | 010e0 |
| Grand Prix | 25   | 18   | 15   | 12   | 10   | 8    | 6    | 4    | 2    | 1     |
| Sprint     | 8    | 7    | 6    | 5    | 4    | 3    | 2    | 1    |      |       |

### Klassement bij de coureurs
| Pos. | Nr. | Coureur           | Grands Prix | Grands Prix | Grands Prix | Grands Prix | Grands Prix | Grands Prix | Grands Prix | Grands Prix | Grands Prix | Grands Prix | Grands Prix | Grands Prix | Grands Prix | Grands Prix | Grands Prix | Grands Prix | Grands Prix | Grands Prix | Grands Prix | Grands Prix | Grands Prix | Grands Prix | Grands Prix | Grands Prix | Punten |
| Pos. | Nr. | Coureur           | AUS         | CHN         | JPN         | BHR         | SAR         | MIA         | EMI         | MON         | SPA         | CAN         | OOS         | GBR         | BEL         | HON         | NED         | ITA         | AZE         | SIN         | VST         | MXS         | SAP         | LSV         | QAT         | ABU         | Punten |
| ---- | --- | ----------------- | ----------- | ----------- | ----------- | ----------- | ----------- | ----------- | ----------- | ----------- | ----------- | ----------- | ----------- | ----------- | ----------- | ----------- | ----------- | ----------- | ----------- | ----------- | ----------- | ----------- | ----------- | ----------- | ----------- | ----------- | ------ |
| 1    | 81  | Oscar Piastri     | 9           | 21P         | 3           | 1PS         | 1           | 21          | 3P          | 3           | 1PS         | 4           | 2S          | 2S          | 21          |             |             |             |             |             |             |             |             |             |             |             | 266    |
| 2    | 4   | Lando Norris      | 1PS         | 82S         | 2           | 3           | 4S          | 12S         | 2           | 1PS         | 2           | 18†         | 1P          | 1           | 32P         |             |             |             |             |             |             |             |             |             |             |             | 250    |
| 3    | 1   | Max Verstappen    | 2           | 34          | 1P          | 6           | 2P          | 4P          | 1S          | 4           | 10          | 2           | DNF         | 5P          | 14          |             |             |             |             |             |             |             |             |             |             |             | 185    |
| 4    | 63  | George Russell    | 3           | 43          | 5           | 2           | 5           | 43          | 7           | 11          | 4           | 1PS         | 5           | 10          | 5           |             |             |             |             |             |             |             |             |             |             |             | 157    |
| 5    | 16  | Charles Leclerc   | 8           | 5DSQ        | 4           | 4           | 3           | 7           | 6           | 2           | 3           | 5           | 3           | 14          | 43          | P           |             |             |             |             |             |             |             |             |             |             | 139    |
| 6    | 44  | Lewis Hamilton    | 10          | 1DSQ        | 7           | 5           | 7           | 38          | 4           | 5           | 6           | 6           | 4           | 4           | 7           |             |             |             |             |             |             |             |             |             |             |             | 109    |
| 7    | 12  | Kimi Antonelli    | 4           | 76          | 6S          | 11          | 6           | 76          | DNF         | 18          | DNF         | 3           | DNF         | DNF         | 16S         |             |             |             |             |             |             |             |             |             |             |             | 63     |
| 8    | 23  | Alexander Albon   | 5           | 7           | 9           | 12          | 9           | 5           | 5           | 9           | DNF         | DNF         | DNF         | 8           | 6           |             |             |             |             |             |             |             |             |             |             |             | 54     |
| 9    | 27  | Nico Hülkenberg   | 7           | 15          | 16          | DSQ         | 15          | 14          | 12          | 16          | 5           | 8           | 9           | 3           | 12          |             |             |             |             |             |             |             |             |             |             |             | 37     |
| 10   | 31  | Esteban Ocon      | 13          | 5           | 18          | 8           | 14          | 12          | DNF         | 7           | 16          | 9           | 10          | 13          | 515         |             |             |             |             |             |             |             |             |             |             |             | 27     |
| 11   | 6   | Isack Hadjar      | DNS         | 11          | 8           | 13          | 10          | 11          | 9           | 6           | 7           | 16          | 12          | DNF         | 820         |             |             |             |             |             |             |             |             |             |             |             | 22     |
| 12   | 10  | Pierre Gasly      | 11          | DSQ         | 13          | 7           | DNF         | 813         | 13          | DNF         | 8           | 15          | 13          | 6           | 10          |             |             |             |             |             |             |             |             |             |             |             | 20     |
| 13   | 18  | Lance Stroll      | 6           | 9           | 20          | 17          | 16          | 516         | 15          | 15          | WD          | 17          | 14          | 7           | 14          |             |             |             |             |             |             |             |             |             |             |             | 20     |
| 14   | 30  | Liam Lawson       | DNF         | 12          | 17          | 16          | 12          | DNF         | 14          | 8           | 11          | DNF         | 6           | DNF         | 8           |             |             |             |             |             |             |             |             |             |             |             | 16     |
| 15   | 14  | Fernando Alonso   | DNF         | DNF         | 11          | 15          | 11          | 15          | 11          | DNF         | 9           | 7           | 7           | 9           | 17          |             |             |             |             |             |             |             |             |             |             |             | 16     |
| 16   | 55  | Carlos Sainz jr.  | DNF         | 10          | 14          | DNF         | 8           | 9           | 8           | 10          | 14          | 10          | DNS         | 12          | 618         |             |             |             |             |             |             |             |             |             |             |             | 16     |
| 17   | 22  | Yuki Tsunoda      | 12          | 616         | 12          | 9           | DNF         | 610         | 10          | 17          | 13          | 12          | 16          | 15          | 13          |             |             |             |             |             |             |             |             |             |             |             | 10     |
| 18   | 87  | Oliver Bearman    | 14          | 8           | 10          | 10          | 13          | DNF         | 17          | 12          | 17          | 11          | 11          | 11          | 711         |             |             |             |             |             |             |             |             |             |             |             | 8      |
| 19   | 5   | Gabriel Bortoleto | DNF         | 14          | 19          | 18          | 18          | DNF         | 18          | 14          | 12          | 14          | 8           | DNF         | 9           |             |             |             |             |             |             |             |             |             |             |             | 6      |
| 20   | 43  | Franco Colapinto  |             |             |             |             |             |             | 16          | 13          | 15          | 13          | 15          | DNS         | 19          |             |             |             |             |             |             |             |             |             |             |             | 0      |
| 21   | 7   | Jack Doohan       | DNF         | 13          | 15          | 14          | 17          | DNF         |             |             |             |             |             |             |             |             |             |             |             |             |             |             |             |             |             |             | 0      |
| Pos. | Nr. | Coureur           | AUS         | CHN         | JPN         | BHR         | SAR         | MIA         | EMI         | MON         | SPA         | CAN         | OOS         | GBR         | BEL         | HON         | NED         | ITA         | AZE         | SIN         | VST         | MXS         | SAP         | LSV         | QAT         | ABU         | Punten |
| Pos. | Nr. | Coureur           | Grands Prix |             |             |             |             |             |             |             |             |             |             |             |             |             |             |             |             |             |             |             |             |             |             |             | Punten |

| Resultaat                               |
| --------------------------------------- |
| Winnaar                                 |
| Tweede plaats                           |
| Derde plaats                            |
| Finish (Punten behaald)                 |
| Finish (Geen punten behaald)            |
| Niet geklasseerd (NC)                   |
| Uitgevallen (DNF)                       |
| Niet gekwalificeerd (DNQ)               |
| Gediskwalificeerd (DSQ)                 |
| Niet gestart (DNS)                      |
| Uitgesloten (EX)                        |
| Teruggetrokken (WD)                     |
| Niet deelgenomen (blanco cel)           |
| 1, 2, 3 Sprint positie (Punten behaald) |
| P Poleposition                          |
| S Snelste ronde                         |

Opmerking:

† — Coureur is niet gefinisht in de GP, maar heeft wel 90% van de race-afstand afgelegd, waardoor hij als geklasseerd genoteerd staat.

### Klassement bij de constructeurs
| Pos. | Constructeur                | Nr. | Grands Prix | Grands Prix | Grands Prix | Grands Prix | Grands Prix | Grands Prix | Grands Prix | Grands Prix | Grands Prix | Grands Prix | Grands Prix | Grands Prix | Grands Prix | Grands Prix | Grands Prix | Grands Prix | Grands Prix | Grands Prix | Grands Prix | Grands Prix | Grands Prix | Grands Prix | Grands Prix | Grands Prix | Punten |
| Pos. | Constructeur                | Nr. | AUS         | CHN         | JPN         | BHR         | SAR         | MIA         | EMI         | MON         | SPA         | CAN         | OOS         | GBR         | BEL         | HON         | NED         | ITA         | AZE         | SIN         | VST         | MXS         | SAP         | LSV         | QAT         | ABU         | Punten |
| ---- | --------------------------- | --- | ----------- | ----------- | ----------- | ----------- | ----------- | ----------- | ----------- | ----------- | ----------- | ----------- | ----------- | ----------- | ----------- | ----------- | ----------- | ----------- | ----------- | ----------- | ----------- | ----------- | ----------- | ----------- | ----------- | ----------- | ------ |
| 1    | McLaren-Mercedes            | 4   | 1PS         | 82S         | 2           | 3           | 4S          | 12S         | 2           | 1PS         | 2           | 18†         | 1P          | 1           | 32P         |             |             |             |             |             |             |             |             |             |             |             | 516    |
| 1    | McLaren-Mercedes            | 81  | 9           | 21P         | 3           | 1PS         | 1           | 21          | 3P          | 3           | 1PS         | 4           | 2S          | 2S          | 21          |             |             |             |             |             |             |             |             |             |             |             | 516    |
| 2    | Ferrari                     | 16  | 8           | 5DSQ        | 4           | 4           | 3           | 7           | 6           | 2           | 3           | 5           | 3           | 14          | 43          | P           |             |             |             |             |             |             |             |             |             |             | 248    |
| 2    | Ferrari                     | 44  | 10          | 1DSQ        | 7           | 5           | 7           | 38          | 4           | 5           | 6           | 6           | 4           | 4           | 7           |             |             |             |             |             |             |             |             |             |             |             | 248    |
| 3    | Mercedes                    | 12  | 4           | 76          | 6S          | 11          | 6           | 76          | DNF         | 18          | DNF         | 3           | DNF         | DNF         | 16S         |             |             |             |             |             |             |             |             |             |             |             | 220    |
| 3    | Mercedes                    | 63  | 3           | 43          | 5           | 2           | 5           | 43          | 7           | 11          | 4           | 1PS         | 5           | 10          | 5           |             |             |             |             |             |             |             |             |             |             |             | 220    |
| 4    | Red Bull Racing- Honda RBPT | 1   | 2           | 34          | 1P          | 6           | 2P          | 4P          | 1S          | 4           | 10          | 2           | DNF         | 5P          | 14          |             |             |             |             |             |             |             |             |             |             |             | 192    |
| 4    | Red Bull Racing- Honda RBPT | 30  | DNF         | 12          |             |             |             |             |             |             |             |             |             |             |             |             |             |             |             |             |             |             |             |             |             |             | 192    |
| 4    | Red Bull Racing- Honda RBPT | 22  |             |             | 12          | 9           | DNF         | 610         | 10          | 17          | 13          | 12          | 16          | 15          | 13          |             |             |             |             |             |             |             |             |             |             |             | 192    |
| 5    | Williams-Mercedes           | 23  | 5           | 7           | 9           | 12          | 9           | 5           | 5           | 9           | DNF         | DNF         | DNF         | 8           | 6           |             |             |             |             |             |             |             |             |             |             |             | 70     |
| 5    | Williams-Mercedes           | 55  | DNF         | 10          | 14          | DNF         | 8           | 9           | 8           | 10          | 14          | 10          | DNS         | 12          | 618         |             |             |             |             |             |             |             |             |             |             |             | 70     |
| 6    | Kick Sauber-Ferrari         | 5   | DNF         | 14          | 19          | 18          | 18          | DNF         | 18          | 14          | 12          | 14          | 8           | DNF         | 9           |             |             |             |             |             |             |             |             |             |             |             | 43     |
| 6    | Kick Sauber-Ferrari         | 27  | 7           | 15          | 16          | DSQ         | 15          | 14          | 12          | 16          | 5           | 8           | 9           | 3           | 12          |             |             |             |             |             |             |             |             |             |             |             | 43     |
| 7    | Racing Bulls- Honda RBPT    | 6   | DNS         | 11          | 8           | 13          | 10          | 11          | 9           | 6           | 7           | 16          | 12          | DNF         | 820         |             |             |             |             |             |             |             |             |             |             |             | 41     |
| 7    | Racing Bulls- Honda RBPT    | 22  | 12          | 616         |             |             |             |             |             |             |             |             |             |             |             |             |             |             |             |             |             |             |             |             |             |             | 41     |
| 7    | Racing Bulls- Honda RBPT    | 30  |             |             | 17          | 16          | 12          | DNF         | 14          | 8           | 11          | DNF         | 6           | DNF         | 8           |             |             |             |             |             |             |             |             |             |             |             | 41     |
| 8    | Aston Martin- Mercedes      | 14  | DNF         | DNF         | 11          | 15          | 11          | 15          | 11          | DNF         | 9           | 7           | 7           | 9           | 17          |             |             |             |             |             |             |             |             |             |             |             | 36     |
| 8    | Aston Martin- Mercedes      | 18  | 6           | 9           | 20          | 17          | 16          | 516         | 15          | 15          | WD          | 17          | 14          | 7           | 14          |             |             |             |             |             |             |             |             |             |             |             | 36     |
| 9    | Haas-Ferrari                | 31  | 13          | 5           | 18          | 8           | 14          | 12          | DNF         | 7           | 16          | 9           | 10          | 13          | 515         |             |             |             |             |             |             |             |             |             |             |             | 35     |
| 9    | Haas-Ferrari                | 87  | 14          | 8           | 10          | 10          | 13          | DNF         | 17          | 12          | 17          | 11          | 11          | 11          | 711         |             |             |             |             |             |             |             |             |             |             |             | 35     |
| 10   | Alpine-Renault              | 7   | DNF         | 13          | 15          | 14          | 17          | DNF         |             |             |             |             |             |             |             |             |             |             |             |             |             |             |             |             |             |             | 20     |
| 10   | Alpine-Renault              | 43  |             |             |             |             |             |             | 16          | 13          | 15          | 13          | 15          | DNS         | 19          |             |             |             |             |             |             |             |             |             |             |             | 20     |
| 10   | Alpine-Renault              | 10  | 11          | DSQ         | 13          | 7           | DNF         | 813         | 13          | DNF         | 8           | 15          | 13          | 6           | 10          |             |             |             |             |             |             |             |             |             |             |             | 20     |
| Pos. | Constructeur                | Nr. | AUS         | CHN         | JPN         | BHR         | SAR         | MIA         | EMI         | MON         | SPA         | CAN         | OOS         | GBR         | BEL         | HON         | NED         | ITA         | AZE         | SIN         | VST         | MXS         | SAP         | LSV         | QAT         | ABU         | Punten |
| Pos. | Constructeur                | Nr. | Grands Prix |             |             |             |             |             |             |             |             |             |             |             |             |             |             |             |             |             |             |             |             |             |             |             | Punten |

| Resultaat                               |
| --------------------------------------- |
| Winnaar                                 |
| Tweede plaats                           |
| Derde plaats                            |
| Finish (Punten behaald)                 |
| Finish (Geen punten behaald)            |
| Niet geklasseerd (NC)                   |
| Uitgevallen (DNF)                       |
| Niet gekwalificeerd (DNQ)               |
| Gediskwalificeerd (DSQ)                 |
| Niet gestart (DNS)                      |
| Uitgesloten (EX)                        |
| Teruggetrokken (WD)                     |
| Niet deelgenomen (blanco cel)           |
| 1, 2, 3 Sprint positie (Punten behaald) |
| P Poleposition                          |
| S Snelste ronde                         |

Opmerking:

† — Coureur is niet gefinisht in de GP, maar heeft wel 90% van de race-afstand afgelegd, waardoor hij als geklasseerd genoteerd staat.
1950 · 1951 · 1952 · 1953 · 1954 · 1955 · 1956 · 1957 · 1958 · 1959 · 1960 · 1961 · 1962 · 1963 · 1964 · 1965 · 1966 · 1967 · 1968 · 1969 · 1970 · 1971 · 1972 · 1973 · 1974 · 1975 · 1976 · 1977 · 1978 · 1979 · 1980 · 1981 · 1982 · 1983 · 1984 · 1985 · 1986 · 1987 · 1988 · 1989 · 1990 · 1991 · 1992 · 1993 · 1994 · 1995 · 1996 · 1997 · 1998 · 1999 · 2000 · 2001 · 2002 · 2003 · 2004 · 2005 · 2006 · 2007 · 2008 · 2009 · 2010 · 2011 · 2012 · 2013 · 2014 · 2015 · 2016 · 2017 · 2018 · 2019 · 2020 · 2021 · 2022 · 2023 · 2024 · 2025 · 2026 
 Lijst van Formule 1 Grand Prix-wedstrijden